# デルジャービン (小惑星)
デルジャービン (23409 Derzhavin) は、小惑星帯の小惑星。1972年にクリミア天体物理天文台でニコライ・チェルヌイフが発見した。
ロシアの詩人、ガヴリーラ・ロマーノヴィチ・デルジャービン（Gavrila Romanovich Derzhavin, Гаврии́л Рома́нович Держа́вин, 1743年-1816年）から名付けられた。